# Слоун Стивенс
Слоун Стивенс (енгл. Sloane Stephens; рођена 20. марта 1993) америчка је тенисерка. У досадашњој каријери је освојила шест турнира у појединачној конкуренцији, укључујући и Отворено првенство САД 2017. године. Исте године је са репрезентацијом САД дошла до трофеја Фед купа. Најбољи пласман на ВТА ранг листи јој је треће место.

## Каријера
Са девет година је почела да тренира тенис. Тренирала је у калифорнијском тениском клубу смештеном у Фрезну.
Најбољи пласман на WTA листи јој је 4. место, што је остварила 11. јуна 2018. Није играла у финалима WTA турнира до 2015. Освојила је шест турнира у каријери. Највећи успех у каријери јој је титула у појединачној конкуренцији на Отвореном првенству САД 2017. У финалу Отвореног првенства Француске 2018. поражена је од Симоне Халеп из Румуније.
Њен отац Џон, бивши играч америчког фудбала, страдао је у саобраћајној несрећи 2009. године. Мајка Сибил је бивша пливачица а има млађег брата Шона Фарела.

## Финала гренд слем турнира (2)

### Појединачно (1−1)
| Исход  | Година | Турнир                 | Противница у финалу | Резултат      |
| Победа | 2017   | Отворено првенство САД | Медисон Киз         | 6−3, 6−0      |
| Финале | 2018   | Ролан Гарос            | Симона Халеп        | 6−3, 4−6, 1−6 |

## ВТА финала

### Појединачно 7 (6—1)
| Бр. | Турнир                       | Подлога | Противница у финалу     | Резултат         |
| 1.  | Вашингтон                    | Тврда   | Анастасија Пављученкова | 6–1, 6–2         |
| 2.  | Окланд                       | Тврда   | Јулија Гергес           | 7–5, 6–2         |
| 3.  | Отворено првенство Мексика   | Тврда   | Доминика Цибулкова      | 6–4, 4–6, 7–6(5) |
| 4.  | Чарлстон                     | Шљака   | Јелена Веснина          | 7–6(4), 6–2      |
| 5.  | Отворено првенство САД       | Тврда   | Медисон Киз             | 6–3, 6–0         |
| 6.  | Мајами                       | Тврда   | Јелена Остапенко        | 7–6, 6–1         |
| 1.  | Отворено првенство Француске | Шљака   | Симона Халеп            | 6–3, 4–6, 1–6    |